# 伊藤東涯

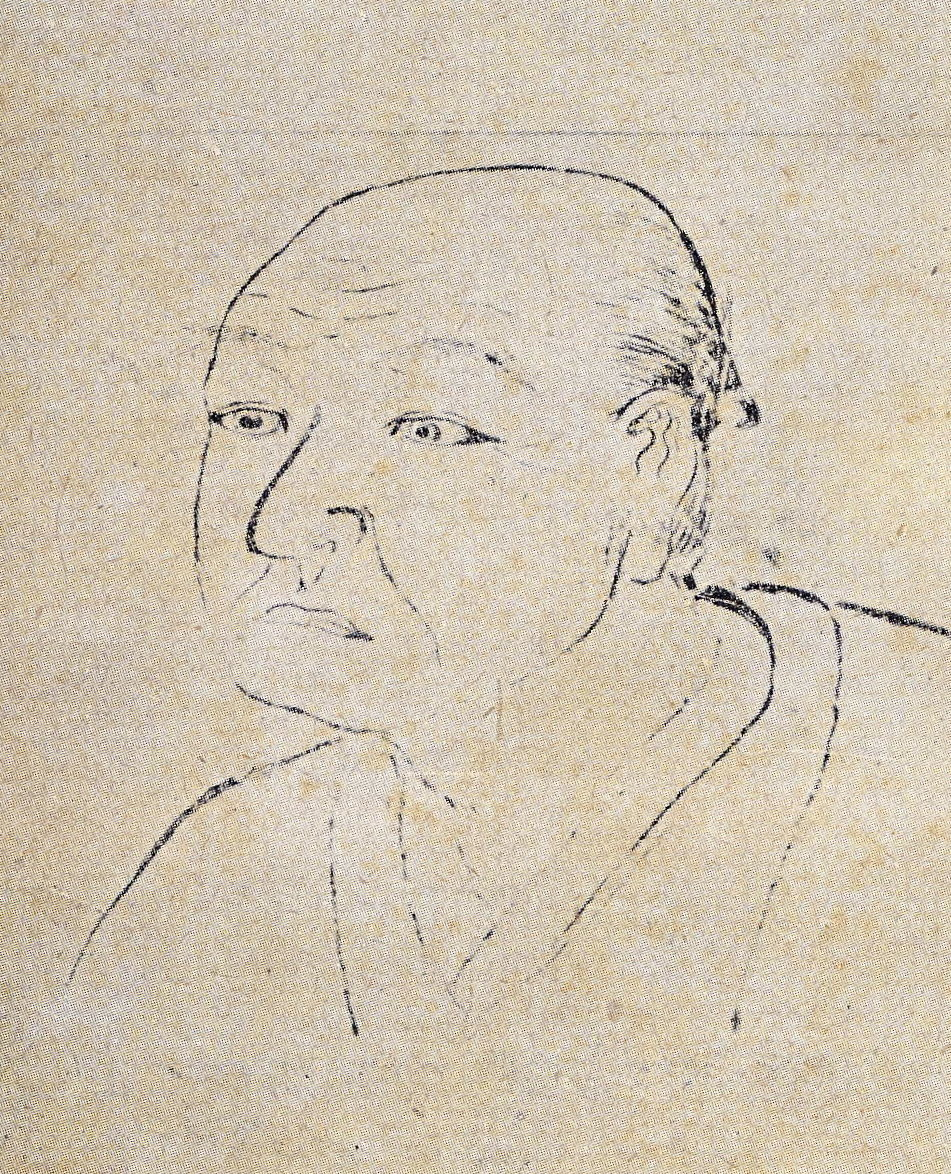
堀川門人による伊藤東涯の肖像

伊藤 東涯（いとう とうがい、寛文10年4月28日〈1670年6月15日〉 - 元文元年7月17日〈1736年8月23日〉）は、江戸時代中期の儒学者。儒学者伊藤仁斎の長男で、その私塾古義堂の2代目。異母弟に同じく儒学者の伊藤介亭がおり、母の嘉那は尾形光琳・乾山の従姉に当たる。名は長胤（ながつぐ）。字は原蔵・源蔵・元蔵。別号は慥々齋。諡は紹述先生。弟に梅宇、介亭、竹里、蘭嵎。

## 人物
温厚な性格の長者で父や弟たちを支えて古義学の興隆の基礎を築いた。父仁斎の遺した著書の編集・刊行につとめ、自らも「訓幼字義」などを刊行している。中国語・中国の制度史・儒教の歴史などの基礎的な分野の研究にも力を入れていた。また、新井白石、荻生徂徠らとも親交が深かった。
東涯の号は、自号であり、古義堂が京都の堀川出水下るの、堀川の東岸に在ったことに因むものである。妻は加藤氏、三男をもうけるが、長子と次子は早逝してしまい、三子の善韶（号は東所）が古義堂を継承した。
なお元禄16年（1703年）4月に東涯が並河千左衛門へ送った書状のなかに赤穂事件で赤穂藩から離反した大野知房と伊藤五右衛門の兄弟の消息についての記述がある。よって五右衛門の生家・伊藤家は東涯の親族だった可能性が高い。
大正4年（1915年）、従四位を追贈された。

## 主な著書
- 「制度通」 平凡社〈東洋文庫〉全2巻
- 「釈親考」
- 「訓幼字義」
- 「用字格」
- 「操觚字訣」
- 「名物六帖」
- 「論語古義標註」
- 「古学指要」
- 「古今学変」
- 「弁疑録」 ※以下一部所収
- 「紹述先生文集」 近世儒家文集集成4　ぺりかん社
- 「秉燭譚」 日本随筆大成第1期11巻　吉川弘文館
- 「馬蝗絆茶甌記」

## 伝記資料
- 「紹述先生伊藤君墓碣」（藤原常雅）
- 「東涯伊藤先生伝」（板倉勝明）

## 注解・伝記研究
- 『伊藤仁斎　伊藤東涯　日本思想大系33』岩波書店、1971年。清水茂校注「古今学変」
- 伊東倫厚『伊藤仁斎 附伊藤東涯』 叢書・日本の思想10 明徳出版社、1983年